# (8895) Nha
(8895) Nha (1995 QN) – planetoida z pasa głównego asteroid okrążająca Słońce w ciągu 3,38 lat w średniej odległości 2,25 au. Odkryta 21 sierpnia 1995 roku.